# Hot Thoughts
Hot Thoughts é o nono álbum de estúdio da banda de indie rock americana Spoon. Foi lançado em 17 de março de 2017 pela Matador Records. Foi o primeiro álbum lançado desde Kill the Moonlight que não contou com o multi-instrumentista Eric Harvey na produção.

## Faixas
| N.º            | Título                          | Duração |  |
| 1.             | "Hot Thoughts"                  | 3:49    |  |
| 2.             | "WhisperI'lllistentohearit"     | 4:20    |  |
| 3.             | "Do I Have to Talk You Into It" | 4:20    |  |
| 4.             | "First Caress"                  | 2:48    |  |
| 5.             | "Pink Up"                       | 5:57    |  |
| 6.             | "Can I Sit Next to You"         | 3:54    |  |
| 7.             | "I Ain't the One"               | 3:47    |  |
| 8.             | "Tear It Down"                  | 4:20    |  |
| 9.             | "Shotgun"                       | 3:38    |  |
| 10.            | "Us"                            | 4:57    |  |
| Duração total: | Duração total:                  | 41:52   |  |

## Aclamações
| Publicação           | Aclamação              | Ranking | Ref.   |
| -------------------- | ---------------------- | ------- | ------ |
| ABC News             | Top 50 Albuns de 2017  | 3       | [ 5 ]  |
| Consequence of Sound | Top 50 Albuns de 2017  | 9       | [ 6 ]  |
| Diffuser.fm          | Top 25 Albuns de 2017  | 4       | [ 7 ]  |
| Double J             | Top 50 Albuns de 2017  | 14      | [ 8 ]  |
| Flood Magazine       | Top 25 Albuns de 2017  | 6       | [ 9 ]  |
| The Ringer           | Top 10 Albuns de 2017  | 4       | [ 10 ] |
| Spectrum Culture     | Top 20 Albuns de 2017  | 11      | [ 11 ] |
| Time Out             | Top 29 Albuns de 2017  | 14      | [ 12 ] |
| Under the Radar      | Top 100 Albuns de 2017 | 13      | [ 13 ] |

## Recepção
| Críticas profissionais | Críticas profissionais |
| Avaliações da crítica  | Avaliações da crítica  |
| Fonte                  | Avaliação              |
| ---------------------- | ---------------------- |
| Allmusic               | [ 14 ]                 |
| Chicago Tribune        | [ 15 ]                 |
| Pitchfork              | 7,4/10                 |
| The Guardian           | [ 17 ]                 |
| NME                    | [ 18 ]                 |
| The Times              | [ 19 ]                 |
| Rolling Stone          | [ 20 ]                 |

Hot Thoughts recebeu críticas geralmente positivas. No site agregador de críticas Metacritic, o álbum recebeu a pontuação 82 de 100, baseada em 30 resenhas.
Julian Mapes, editor senior do Pitchfork, escreveu em sua coluna: "Spoon fica em sua merecida faixa, mas ajusta a fórmula apenas o suficiente em seu nono álbum, mantendo suas ótimas composições confiáveis e adicionando novas texturas eletrônicas."